# Voltino naselje
Voltino je zagrebačko gradsko naselje koje se nalazi na zapadnom dijelu grada. Pripada Gradskoj četvrti Trešnjevka – sjever. 
U kvartu djeluje istoimena osnovna škola i srednja škola. Kvart čini zajedno s Ljubljanicom Rimokatoličku župu sv. Leopolda Mandića Ljubljanica-Voltino.
U kvartu je polazna stanica linije 118 Trg Mažuranića-Voltino.
Poštanski broj je 10110.